# Pseudagrion sjoestedti
Pseudagrion sjoestedti é uma espécie de libelinha da família Coenagrionidae.
Pode ser encontrada nos seguintes países: Angola, Benin, Botswana, Camarões, República Centro-Africana, República Democrática do Congo, Costa do Marfim, Guiné Equatorial, Gâmbia, Gana, Quénia, Libéria, Malawi, Mali, Moçambique, Namíbia, Nigéria, Serra Leoa, África do Sul, Tanzânia, Togo, Uganda, Zâmbia, Zimbabwe e possivelmente em Burundi.
Os seus habitats naturais são: florestas subtropicais ou tropicais húmidas de baixa altitude, matagal árido tropical ou subtropical, matagal húmido tropical ou subtropical e rios.